# Ett brott
Ett brott är en svensk film från 1940 i regi av Anders Henrikson. Filmen är baserad på romanen med samma namn av Sigfrid Siwertz. Filmen – och romanen – anses vara inspirerad av ett verkligt kriminalfall: von Sydowska morden.

## Handling
Ett justitieråd skall fira sin 60-årsdag. Hans bror Hugo, en narkoman och ockrare, kommer hem till Sverige efter vistelse utomlands. Justitierådets son Rutger går tillsammans med sin hustru för att låna pengar av Hugo, men bråk uppstår och Hugo mördas av Rutger.

## Om filmen
Filmen hade premiär på biograf Royal i Stockholm den 22 augusti 1940. Som förfilm visades Arne Sucksdorffs debutfilm En augustirapsodi. Karin Ekelund blev mycket uppmärksammad för sin roll. Filmen har visats i SVT ett flertal gånger, bland annat 1999, i april 2019, i juli 2021 och i augusti 2023.

## Rollista i urval
- Carl Barcklind – justitieråd Andreas von Degerfelt
- Edvin Adolphson – Rutger von Degerfelt
- Karin Ekelund – Maud, Rutgers hustru
- Anders Henrikson – Hans von Degerfelt, Rutgers bror
- Ziri-Gun Eriksson – Maria von Degerfelt, Rutgers syster
- Gösta Cederlund – kommissarie Lilja
- Håkan Westergren – Bror Risberg, journalist
- Sigurd Wallén – Hugo von Degerfelt, justitierådets bror
- Dagmar Ebbesen – Klara, portvaktsfrun
- Gösta Bodin – herr Dunér, portvakten
- Einar Axelsson – doktor Bernhard Gilljams, Marias fästman
- Ulla Sorbon – Lisa Waldemars
- Åke Claesson – doktor Forenius, polisläkare
- Hilda Borgström – fröken Alma (Sofia Evelina) Furuvik
- Karin Alexandersson – Kristin, justitierådets hushållerska
- Ivar Kåge – justitierådet Rosenschöld
- Sten Hedlund – Redlund, polisnotarie
- Gösta Hillberg – fångvaktare

## DVD
Filmen gavs ut på DVD 2015.